# Torak (Žitište)
Torak (rumano: Torac; serbocroata cirílico: Торак; húngaro: Bégatárnok) es un pueblo de Serbia perteneciente al municipio de Žitište en el distrito de Banato Central de la provincia autónoma de Voivodina.
En 2011 tenía 2291 habitantes. Tres quintas partes de los habitantes son étnicamente rumanos y otra quinta parte serbios. El resto de la población se distribuye entre minorías de gitanos, magiares y yugoslavos.
Tiene su origen en una antigua aldea del reino de Hungría llamada "Tarnuk", cuya existencia se conocía desde el siglo XIII. Tras su despoblación durante el período otomano, en el siglo XVIII el Imperio Habsburgo repobló la zona con colonos rumanos, quienes fundaron aquí las aldeas de Sǎcălaz (más tarde llamada "Toracul Mare") y Sefdin ("Toracul Mic"), separadas por una carretera. Ambas aldeas se unieron en 1946, siendo nombrado el nuevo pueblo al año siguiente con el topónimo de "Begejci", que mantuvo hasta el año 2001, cuando adoptó su actual topónimo.
Se ubica en la periferia nororiental de Žitište, unos 10 km al oeste de la frontera con Rumania.